# Matty Malneck
Pour les articles homonymes, voir Malneck.
Matthew Michael Matty Malneck, né le 9 décembre 1903 à Newark (New Jersey) et mort le 25 février 1981 à Hollywood, est un violoniste, auteur-compositeur et arrangeur de jazz américain. 

## Biographie
Né en 1903, la carrière de violoniste de Malneck commence à l'âge de 16 ans. Il est membre de l'orchestre Paul Whiteman de 1926 à 1937 et enregistre pendant la même période avec Mildred Bailey, Annette Hanshaw, Frank Signorelli (en) et Frankie Trumbauer,. Il dirige un big band qui enregistre pour Brunswick Records, Columbia et Decca. Son orchestre prend part à The Charlotte Greenwood Show (en) à la radio au milieu des années 1940 et à la Campana Serenade (en) en 1942-1943. 
Un article de journal publié le 19 septembre 1938 note que le fait de n'avoir qu'un seul instrument de cuivres dans le groupe de huit instruments de Malneck est « unique pour le swing », tout comme la harpe à 3 000 $ et un batteur qui joue sur « un vieux morceau de boîte en papier ondulé ». Le groupe joue dans le film St. Louis Blues en 1939 et dans You're in the Army Now en 1941. Malneck a annoncé ensuite qu'il changeait le nom du groupe en Matty Malneck et His St. Louis Blues Orchestra.
Les crédits de Malneck en tant qu'auteur-compositeur ont éclipsé ses contributions en tant qu'interprète. Il compose des chansons qui deviennent des succès, comme Eeny Meeny Miney Mo (1935) et Goody Goody (1936 ; toutes les deux avec des paroles de Johnny Mercer), I'll Never Be the Same (en) (1932 ; musique de Malneck & Frank Signorelli, paroles de Gus Kahn) et I'm Thru With Love (1931, musique de Malneck & Fud Livingston (en), paroles de Kahn),.